# Nate Bowman
Nathaniel Bowman, detto Nat (Fort Worth, 19 marzo 1943 – New York, 11 dicembre 1984), è stato un cestista statunitense, professionista nella NBA e nella ABA.

## Carriera
È stato selezionato dai Cincinnati Royals al primo giro del Draft NBA 1965 (7ª scelta assoluta).

## Palmarès
- Campionato NBA: 1

New York Knicks: 1970
- Campione EBA (1973)